# Liste der Biografien/Tae
Liste der Biografien |
Portal Biografien |
Personensuche
# |
A |
B |
C |
D |
E |
F |
G |
H |
I |
J |
K |
L |
M |
N |
O |
P |
Q |
R |
S |
T |
U |
V |
W |
X |
Y |
Z |
?
 
Ta |
Tc |
Te |
Tf |
Tg |
Th |
Ti |
Tj |
Tk |
Tl |
Tm |
To |
Tq |
Tr |
Ts |
Tu |
Tv |
Tw |
Tx |
Ty |
Tz
 
Taa |
Tab |
Tac |
Tad |
Tae |
Taf |
Tag |
Tah |
Tai |
Taj |
Tak |
Tal |
Tam |
Tan |
Tao |
Tap |
Taq |
Tar |
Tas |
Tat |
Tau |
Tav |
Taw |
Tax |
Tay |
Taz
Die Liste der Biografien führt alle Personen auf, die in der deutschsprachigen Wikipedia einen Artikel haben. Dieses ist eine Teilliste mit 43 Einträgen von Personen, deren Namen mit den Buchstaben „Tae“ beginnt.

## Tae
- T’ae, Chong-su (* 1936), nordkoreanischer Politiker

### Taea
- Taea, Patricia (* 1993), Leichtathletin von den Cookinseln

### Taeb
- Taebel, Willy (1883–1929), deutscher Architekt

### Taed
- Taedke, Ute, deutsche Tischtennisspielerin

### Taef
- Taefi, Sonbol, iranische Sängerin und Komponistin

### Taeg
- Taege-Röhnisch, Erna (1909–1998), deutsche Mundartschriftstellerin
- Taeger, Eduard, deutscher Bildhauer
- Taeger, Friedrich (1866–1939), deutscher Schauspieler bei Bühne und Film
- Taeger, Fritz (1894–1960), deutscher Althistoriker
- Taeger, Jens-Wilhelm (1945–2004), deutscher lutherischer Theologe, Neutestamentler
- Taeger, Jürgen (1954–2025), deutscher Rechtswissenschaftler und Hochschullehrer
- Taeger, Karl Hanns (1856–1937), deutscher Kunstmaler und Lehrer an der Kunstakademie Dresden
- Taeger, Ralph (1936–2015), US-amerikanischer Schauspieler
- Taeger, Uta (* 1940), deutsch-französische Schauspielerin
- Taegert, Werner (* 1950), deutscher Altphilologe, Anglist, Bibliothekar
- Taeglichsbeck, Otto (1838–1903), deutscher Berghauptmann und Politiker (NLP), MdR

### Taej
- Taejo (877–943), Gründer des koreanischen Goryeo-Reiches und 1. König der von ihm gegründeten Goryeo-Dynastie
- Taejo (1335–1408), koreanischer König und Begründer der Joseon-DynastieTaejo (1335–1408)

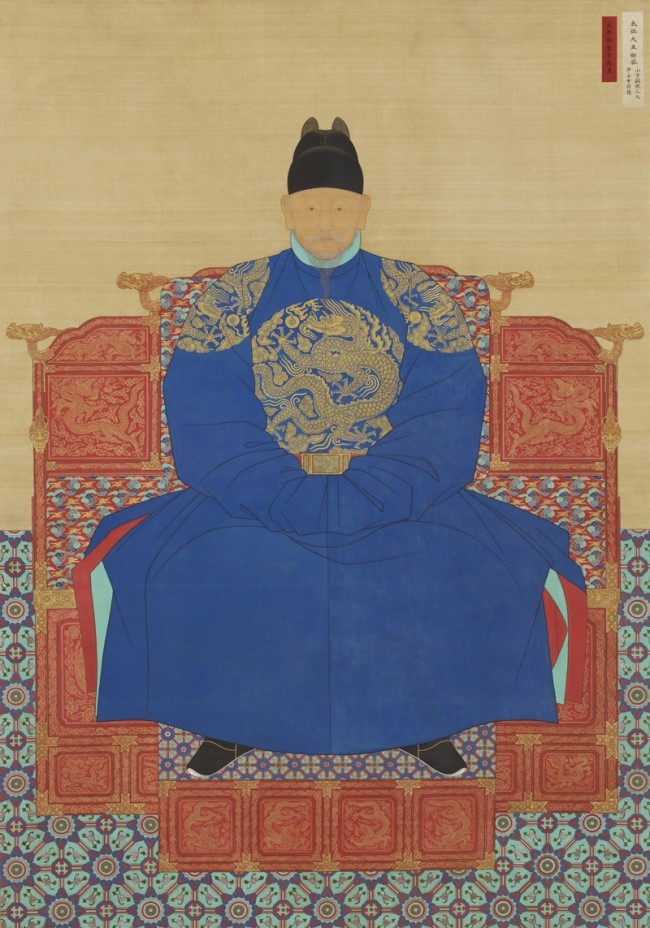
Taejo (1335–1408)

- Taejong (1367–1422), 3. König der Joseon-Dynastie in Korea

### Taek
- Taekema, Taeke (* 1980), niederländischer Hockeyspieler
- Taeki, Lúcia (* 1972), osttimoresische Politikerin

### Tael
- Tael, Kaja (* 1960), estnische Diplomatin
- Taelman, Oscar (1877–1945), belgischer Ruderer
- Taelman, René (1945–2019), belgischer Fußballtrainer

### Taen
- Taendler, Richard (1868–1909), deutscher Verleger
- Taentzel, Ernst Ludwig (1791–1845), deutscher Hof-Maurermeister, -Steinhauer und Senator, Sohn von Johann Georg Taentzel
- Taentzel, Johann Christoph (1722–1786), deutscher Hof-Maurermeister-Architekt und Kurfürstlich Braunschweig-Lüneburgischer Hof-Maurermeister
- Taentzel, Johann Georg (1755–1815), deutscher Hof-Maurermeister-Architekt und Steinhauer

### Taeq
- Taequi, Firmino (* 1969), osttimoresischer Politiker

### Taer
- Taerattanachai, Sapsiree (* 1992), thailändische Badmintonspielerin

### Taes
- Taesch, Hans-Martin (1937–2011), deutscher Politiker (CDU), MdL
- Taeschner, Franz (1888–1967), deutscher Orientalist und Islamwissenschaftler
- Taeschner, Titus (1905–1997), deutscher Architekt
- Taesler, Clemens (1887–1969), deutscher Prediger und Autor
- Taesler, Werner (1907–1994), deutscher Architekt
- Taess Akkar, Adnan (* 1980), irakischer Mittelstreckenläufer

### Taeu
- Taeuber, Hans (* 1954), österreichischer Epigraphiker und Althistoriker
- Taeuber, Irene Barnes (1906–1974), US-amerikanische Demografin
- Taeuber-Arp, Sophie (1889–1943), Schweizer Malerin und BildhauerinSophie Taeuber-Arp (1889–1943)

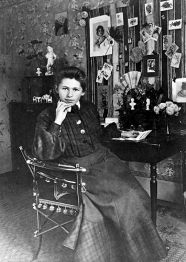
Sophie Taeuber-Arp (1889–1943)

### Taev
- Taev, Karl (1903–1992), estnischer Literaturwissenschaftler

### Taey
- Taeyang (* 1988), südkoreanischer Sänger und Model
- Taeyeon (* 1989), südkoreanische Sängerin
- Taeymans, Édouard (* 1893), belgischer Turner